# Гриффитс, Рэйчел
Рэ́йчел Энн Гри́ффитс (англ. Rachel Anne Griffiths; род. 18 декабря 1968, Мельбурн, Виктория, Австралия) — австралийская актриса и режиссёр. Её прорывом стала роль в фильме «Свадьба Мюриэл» (1994), принёсшая ей премию «AACTA» за лучшую женскую роль второго плана. Гриффитс широко известна по ролям Бренды Ченовит в телесериале «Клиент всегда мёртв» (2001—2005) и по роли Сары Уокер в телесериале «Братья и сёстры» (2006—2011).
Работы в кино и на телевидении принесли Гриффитс множество наград и номинаций, включая номинацию на премию «Оскар» в 1999 году, выигрыш премии «Золотой глобус» в 2002 и номинации в 2003, 2008 и 2009, а также и двух наград «Гильдии киноактёров США». Она также получила четыре номинации на премию «Эмми» в 2002, 2003, 2007 и 2008 годах. Кроме этого, она выиграла три премии «Кинокритиков Австралии» (в 1994, 2006 и 2009 годах).

## Биография
Рэйчел Гриффитс родилась в 18 декабря 1968 году в Австралии, в семье учителя искусства и школьного консультанта. Она переехала в Мельбурн в возрасте 5 лет с матерью и двумя старшими братьями. Когда ей было 11 лет, её отец ушёл из дома к 18-летней девушке.
Гриффитс и Тони Коллетт были относительно не известными, когда получили главные роли в фильме 1994 года «Свадьба Мюриэл». Работа Гриффитс в фильме получила множество положительных отзывов от критиков а также принесла ей награду «Кинокритиков Австралии». В 1997 году она снялась в фильме «Свадьба лучшего друга». В том же году она сыграла главную роль в британском фильме «Мой сын — фанатик».
Гриффитс получила номинацию на премию «Оскар» за роль Хилари дю Пре в фильме «Хилари и Джеки» 1998 года. Следующим крупным проектом стал фильм «Кокаин» 2001 года с Джонни Деппом и Рэйем Лиотта.
В 2001 году Гриффитс получила одну из главных ролей в сериале HBO «Клиент всегда мёртв». Проект принес ей премию «Золотой глобус», две награды «Гильдии киноактёров США» и две номинации на «Эмми».
В 2006 году она получила роль Сары Уокер, дочери героини Салли Филд Норы Уокер в телесериале ABC «Братья и сёстры». Эта роль принесла ей наибольшую известность в США, а также две номинации на «Эмми», и две номинации на «Золотой глобус». В 2008 году она снялась в мини-сериале «Луна команчей».
Помимо актёрской карьеры Гриффитс пробует себя в режиссуре. Сняла два короткометражных фильма по своим сценариям в 2000 и 2003 годах. В 2015 году дебютировала на телевидении, сняв три эпизода подросткового телесериала «Потерянные».

## Личная жизнь
31 декабря 2002 года Гриффитс вышла замуж за художника Эндрю Тейлора. У супругов трое детей — сын, Банджо Патрик (род. 2003), и две дочери — Аделаида Роуз (род. 2005) и Клементина Грейс (род. 2009).

## Фильмография
| Год       | Название на русском      | Название на английском                | Роль              | Примечания |
| --------- | ------------------------ | ------------------------------------- | ----------------- | --- |
| 1994      | Свадьба Мюриэл           | Muriel’s Wedding                      | Ронда Эпинстелл   | Премия Австралийской академии кинематографа и телевидения за лучшую женскую роль второго плана Премия кинокритиков Австралии за лучшую женскую роль второго плана |
| 1996      | Так поступают все        | Così                                  | Люси              | |
| 1996      | Джуд                     | Jude                                  | Арабелла          | |
| 1996      | Дети революции           | Children of the Revolution            | Анна              | |
| 1997      | Мой сын — фанатик        | My Son the Fanatic                    | Беттина/Сандра    | Номинация — Премия британского независимого кино за лучшую женскую роль |
| 1997      | Свадьба лучшего друга    | My Best Friend’s Wedding              | Саманта Ньюхаус   | |
| 1998      | Среди гигантов           | Among Giants                          | Джерри            | |
| 1998      | Хилари и Джеки           | Hilary and Jackie                     | Хилари дю Пре     | Номинация — Премия «Оскар» за лучшую женскую роль второго плана Номинация — Премия британского независимого кино за лучшую женскую роль Номинация — Премия Гильдии киноактёров США за лучшую женскую роль второго плана Номинация — Ассоциации кинокритиков Чикаго за лучшую женскую роль второго плана |
| 1998      | Эми                      | Amy                                   | Таня Раммус       | Номинация — Премия Австралийской академии кинематографа и телевидения за лучшую женскую роль Номинация — Премия кинокритиков Австралии за лучшую женскую роль второго плана |
| 1998      | Разведённый Джек         | Divorcing Jack                        | Ли Купер          | |
| 1999      | Я, опять я и снова я     | Me Myself I                           | Памела Друри      | Номинация — Премия Австралийской академии кинематографа и телевидения за лучшую женскую роль Номинация — Премия кинокритиков Австралии за лучшую женскую роль |
| 2001      | Настоящая Анна-Мари      | Very Annie Mary                       | Анна-Мари Пью     | |
| 2001      | Кокаин                   | Blow                                  | Эрмин Джанг       | |
| 2001      | Английский цирюльник     | Blow Dry                              | Сандра            | |
| 2001—2005 | Клиент всегда мёртв      | Six Feet Under                        | Бренда Ченовит    | 60 эпизодов Премия «Золотой глобус» за лучшую женскую роль второго плана — мини-сериал, телесериал или телефильм (2002) Премия Австралийской академии кинематографа и телевидения за лучшую женскую роль (2002) Премия Гильдии киноактёров США за лучший актёрский состав в драматическом сериале (2003—2004) Номинация — Премия «Эмми» за лучшую женскую роль в драматическом телесериале (2002) Номинация — Премия Ассоциации телевизионных критиков за личные достижения в драме (2002) Номинация — Премия Гильдии киноактёров США за лучший актёрский состав в драматическом сериале (2002, 2005—2006) Номинация — Премия «Эмми» за лучшую женскую роль второго плана в драматическом телесериале (2003) Номинация — Премия «Золотой глобус» за лучшую женскую роль в телевизионном сериале — драма (2003) |
| 2002      | Слово вора               | The Hard Word                         | Кэрол             | Номинация — Премия Австралийской академии кинематографа и телевидения за лучшую женскую роль |
| 2002      | Новичок                  | The Rookie                            | Лорри Моррис      | |
| 2003      | Банда Келли              | Ned Kelly                             | Сьюзан Скотт      | |
| 2005      | Ангел                    | Angel Rodriguez                       | Николь            | |
| 2006—2011 | Братья и сёстры          | Brothers and Sisters                  | Сара Уокер        | 109 эпизодов Номинация — Премия «Эмми» за лучшую женскую роль второго плана в драматическом телесериале (2007—2008) Номинация — Премия «Золотой глобус» за лучшую женскую роль второго плана — мини-сериал, телесериал или телефильм (2008—2009) Номинация — Премия Австралийской академии кинематографа и телевидения за лучшую женскую роль (2007—2008) Номинация — Премия «Спутник» за лучшую женскую роль второго плана — мини-сериал, телесериал или телефильм (2007) |
| 2006      | Шаг вперёд               | Step Up                               | директор Гордэн   | |
| 2008      | Луна команчей            | Comanche Moon                         | Инес Скалл        | Мини-сериал |
| 2009      | Красивая Кейт            | Beautiful Kate                        | Салли             | Премия Австралийской академии кинематографа и телевидения за лучшую женскую роль Премия кинокритиков Австралии за лучшую женскую роль |
| 2010      | Рейк                     | Rake                                  | Эдди Лэнгхорн     | 1 эпизод |
| 2011      | Горящий человек          | Burning Man                           | Мириам            | |
| 2012      | История Джулиана Ассанжа | Underground: The Julian Assange Story | Кристин Ассанж    | Телефильм |
| 2013      |                          | Paper Giants: Magazine Wars           | Дулси Болинг      | Мини-сериал |
| 2013      | Лагерь                   | Camp                                  | Маккензи Гринфилд | 10 эпизодов |
| 2013      | Спасти мистера Бэнкса    | Saving Mr. Banks                      | тётя Элли         | |
| 2016      | По соображениям совести  | Hacksaw Ridge                         | Берта Досс        | |
| 2016      | Дитя Осириса             | The Osiris Child                      | генерал Линекс    | |
| 2022      | Русалка и дочь короля    | The King's Daughter                   | аббатисса         | Фильм был снят в 2014 году |
| 2023      | Кто угодно, но не ты     | Anyone but You                        | Инни              | |